# Hemipenthes jezoensis
Hemipenthes jezoensis är en tvåvingeart som först beskrevs av Matsumura 1916.  Hemipenthes jezoensis ingår i släktet Hemipenthes och familjen svävflugor. Inga underarter finns listade i Catalogue of Life.